# Sài Gòn FC
Der Sài Gòn FC ist ein ehemaliger vietnamesischer Fußballverein aus Ho-Chi-Minh-Stadt, der zuletzt in der zweiten Liga, der V.League 2, spielte.

## Erfolge
- V.League 2

Vizemeister: 2012
Meister: 2015  ▲

## Stadion
Seine Heimspiele trägt der Verein im Thống Nhất Stadium in Ho-Chi-Minh-Stadt aus. Das Stadion hat ein Fassungsvermögen von 25.000 Personen.

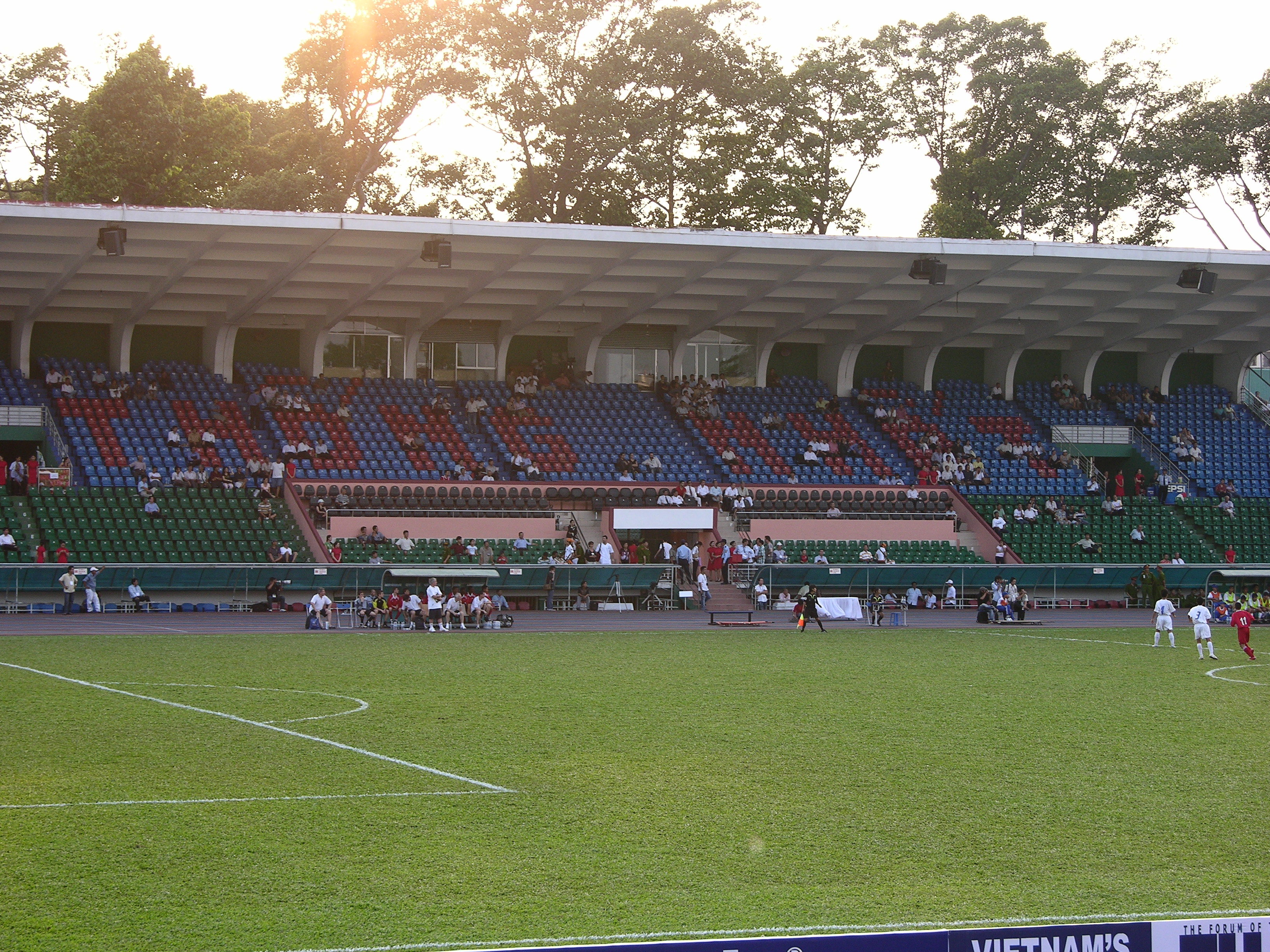
Thống Nhất Stadium

Koordinaten: 10° 45′ 38,5″ N, 106° 39′ 48″ O

## Saisonplatzierung
| Saison | Liga         | Platz                                                  | Vietnamese Cup                                         |
| ------ | ------------ | ------------------------------------------------------ | ------------------------------------------------------ |
| 2011   | First League | 8.                                                     |                                                        |
| 2012   | First League | 2. ▲                                                   |                                                        |
| 2013   | V.League 2   | 6.                                                     |                                                        |
| 2014   | V.League 2   | 4.                                                     |                                                        |
| 2015   | V.League 2   | 1. ▲                                                   |                                                        |
| 2016   | V.League 1   | 7.                                                     | 2. Runde                                               |
| 2017   | V.League 1   | 5.                                                     | Viertelfinale                                          |
| 2018   | V.League 1   | 8.                                                     | Achtelfinale                                           |
| 2019   | V.League 1   | 5.                                                     | Viertelfinale                                          |
| 2020   | V.League 1   | 3.                                                     | 1. Runde                                               |
| 2021   | V.League 1   | Die Liga wurde wegen der COVID-19-Pandemie abgebrochen | Die Liga wurde wegen der COVID-19-Pandemie abgebrochen |
| 2022   | V.League 1   | 13. ▼                                                  | Viertelfinale                                          |
| 2023   | V.League 2   |                                                        |                                                        |

## Trainerchronik
Stand: Januar 2021
| Trainer            | Nation  | von              | bis              |
| ------------------ | ------- | ---------------- | ---------------- |
| Hoàng Văn Phúc     | Vietnam | 2011             | 2013             |
| Nguyễn Đức Thắng   | Vietnam | 2015             | 31. Januar 2018  |
| Nguyen Thanh Cong  | Vietnam | 1. Januar 2018   | 1. Dezember 2019 |
| Phan Văn Tài Em    | Vietnam | 3. April 2018    | 28. Juni 2018    |
| Hoang Van Phuc     | Vietnam | 1. Dezember 2019 | 13. März 2020    |
| Vũ Tiến Thành      | Vietnam | 12. März 2020    | 23. Februar 2021 |
| Masahiro Shimoda   | Japan   | 24. Februar 2021 | 30. März 2021    |
| Phung Thanh Phuong | Vietnam | 1. April 2021    | heute            |